# 理想型
理想類型，最早出现于马克思·韦伯的著作中。意指藉由篩選出某個現象的某些基本或核心特徵，則其他的特徵都將被摒棄或忽視。马克思·韦伯认为，社会科学是构建在抽象、假想的概念之上的，所以社会学中的理想型就是这个学科区别于自然科学的一个重要特征，与自然界中的客观物体相反，它是人为主观的选择。

## 含义
理想型是对特定现象的归纳，它从这些现象中提取出普遍的特征与要素。它不能对应到具体的案例，也不是指代事物的完美形态、道德理念或是统计平均，而是指出特定现象在大多数状况下的共通要素。此外，马克思·韦伯所用的“理想”一词指代的是思想世界（德语: Gedankenbilder），而非一个完美的概念，他用这个词语表示从看似混乱的社会现实中构建出有序的结构。
韦伯写道：“理想型首先需要一种或多种观点，依据这些片面的观点，大量分散、现存或不再的个体现象被重新整理，并被安排到一个统一的分析构造之中。”理想型作为比较社会学的一个实用工具被用在对社会或经济现象的分析中，它要优于那些笼统而抽象的想法或具体的历史案例。它也可以用在普遍的概念，例如资本主义，或是独一无二的历史现象，例如新教伦理的分析中。
为了理解某个特定的现象，研究者不仅要描述该现象参与者的行为，还应当对这些行为作出阐释。这种阐释会遇到一些问题，因为当人们试图理解这些行为，他们首先要将这些行为归类为某些先前的理想型。韦伯为人的行为给出了四种理想型：目标合理性（zweckrational ），价值合理性（wertrational ），情感合理性（affektual ），传统合理性（traditional ）。
韦伯清楚地知道理想型在本质上是一种虚构，所以他并不寻求理想型在社会现实得到对其有效性的确证。它的有效性只能从充分性的角度得到证明，而实证主义者往往也将其忽略。尽管有些韦伯方法论的拥护者认为，理想型“可以在各种价值评估之间作出一种‘政治家式’的妥协”，但这种妥协的土壤并不能孕育出客观性。韦伯认为这种“混合主义”的做法是不可取的，甚至也是不道德的，因为它免去了“为我们自己的观点挺身而出的责任”。

## 学界反应
人们普遍认为，在社会科学，特别是在经济学中，理想化是一个重要的研究方法。例如，经济人的概念就是一种抽象与理想化的结果。作为新古典经济学派的基础之一，边际效益递减原理就来自于心理学领域韦伯-费希纳定理的衍生，该定理认为，主观感觉的增长幅度要低于外部刺激的增长。经济人是新古典学派构造出的一种理想生物，它的意愿只有交易，它的任务只是作出经济抉择。对经济人而言，时间是不存在的，同时也没有什么社会或是自然的环境，它处于永恒之中，它没有冲动，它的抉择也不会带有外部环境施加的偏向性。所以从经济人的行为中只能反映出客观性，并持续显现出建立在形式化理性之上的经济学定律。毕竟人文与社会科学的研究方法类似于自然科学，人们需要从每一主观事物中提取出抽象的东西，并将这些抽象事物整合为客观真理。但是，韦伯的理想型与上述新古典经济学派的理想化方法是不同的，经济学追求与自然科学研究方法的一致性，而韦伯则强调理想型是对过去事件的阐释，它不是针对因果关系的探究。所以，尽管提取理想化模型是一种常见的研究方法，但它在不同学科的应用目的并不相同。对于抽象与理想化的方法，韦伯为人们提供了一种极佳的指导，主流经济学直接吸收了这种方法，并将其用在经济学的概念化——与追寻定律完全不同的道路上。

## 批评
普通型理论对韦伯的理想型提出了挑战与批评。一些社会学家认为，理想型过于关注极端的现象，而忽视了这些现象之间的联系，并且它也很难说明这些类型与要素应当如何融入一个总体的社会系统之中。

## 延伸阅读
- Pawel Zaleski, "Ideal Types in Max Weber's Sociology of Religion: Some Theoretical Inspirations for a Study of the Religious Field （页面存档备份，存于）", Polish Sociological Review 3(171), 2010.